# プランテック
株式会社プランテックは、日本の総合建築設計事務所。本項では、2021年5月まで事業を手掛けていた株式会社プランテック総合計画事務所に関しても記述する。

## 概要
2020年12月1日設立。2021年6月にプランテック総合計画事務所、プランテックアソシエイツ、プランテックファシリティーズから事業の一部を譲渡される。従業員も多くは転籍した。旧プランテック総合設計事務所との資本関係はない。2021年創業以来、新経営体制となり大幅に収益改善、2023年度までの3期連続で黒字化している。顧客層も旧来の中小企業から安川電機、パナソニックエナジー、住友理工、トヨタグループ等大手企業へシフトしている。事業拠点は国内は東京/大阪/仙台/名古屋/福岡、海外はタイとベトナムに現地法人を有する。

## 代表者の経歴
代表取締役社長執行役員　小山直行（こやまなおゆき）
- 1995年  東京大学工学部建築学科 卒業
- 1995年  鹿島建設株式会社 入社
- 2006年  株式会社ボストン・コンサルティング・グループ 入社
- 2012年  株式会社オートバックスセブン 入社
- 2017年  同社 取締役専務執行役員 オートバックス事業企画統括 兼 ABTマーケティング株式会社 代表取締役社長
- 2018年  株式会社プランテックコンサルティング 取締役
- 2019年  株式会社プランテックアソシエイツ 取締役 株式会社プランテック総合計画事務所 取締役
- 2020年  一橋大学大学院 経営管理研究科 金融戦略・経営財務プログラム 卒業
- 2020年  株式会社プランテックアソシエイツ 代表取締役 　　　　株式会社プランテック総合計画事務所 代表取締役 　　　　株式会社プランテックファシリティーズ 代表取締役
- 2021年  株式会社プランテック 代表取締役（現任）

## 創業者
創業者の大江匡（おおえただす）は、日本の建築家。1954年、大阪府生まれ。1977年東京大学工学部建築学科卒業。菊竹清訓建築設計事務所勤務。建築設計の他通産省（現経済産業省）の委託調査報告書作成、最後の１年はプロジェクトマネージャーを経て、1985年プランテック総合計画事務所設立。1987年東京大学大学院工学系研究科建築学専攻修士課程修了。1997-2000年早稲田大学客員講師（建築CALS開発を担当）。1999年クエリ・ソリューションズ設立。2020年1月31日逝去。
著書に『和の空間をつくる―大江匡「守破離」の意匠』（2005）『大江匡のデジタル・スタジオ』 (日経BP・建築デジタルブックス1998)『デジタル現場 - 建築CALS構築法』『大江匡 リキッドスペース』（LIQUID SPACE） [新建築2002年3月号別冊]　『大江匡リキッド・スペース2005』（新建築社） など。

## かつてのグループ会社

### 株式会社プランテック総合計画事務所について
1985年4月11日に株式会社プランテック総合計画事務所が創業。その後、2005年4月に設立された持株会社である株式会社プランテックアソシエイツの子会社となった。プランテックアソシエイツは、傘下に株式会社プランテック総合計画事務所、株式会社プランテックコンサルティング、株式会社ファーストキャビン（ホテル企画運営とキャビン）、株式会社プランテックファシリティーズ、株式会社クオリクス（ソリューション事業）、株式会社コネクト（人材サービス）などの企業を抱えていた。しかし、設計事務所が拡大を目指し行った安値受注、財務・労務面の管理面の脆弱性により採算性が悪化し、自転車操業状態となる。新たに始めた各事業も採算ベースに乗らず赤字などが続く。キャッシュフローがマイナスの中、新規投資・融資が得られない状況で、2020年1月に創業者である大江匡が死去。新型コロナウイルスの影響で同年4月24日には関係会社であるファーストキャビンが破産手続きを開始決定を受けた。その後、中小企業再生支援協議会の支援を受け、グループ会社の組織再編を実施した。融資を受けていた銀行団との合意により、2020年12月1日に、新会社である株式会社プランテックへ事業を譲渡。譲渡金にて融資の一部を返済した後、会社を清算した。常勤取締役は全員退任している。プランテックアソシエイツは同年10月29日に商号を株式会社亜細亜管財へ変更したと同時に解散を決議し、プランテックファシリティーズとプランテックコンサルティングも、同日付で株式会社太平洋土木と株式会社日本サルコンへ商号変更された。亜細亜管財は同年11月24日に東京地方裁判所へ特別清算を申請。亜細亜管財、日本サルコン、太平洋土木の3社は2022年1月7日に特別清算開始決定を受けた。3社の負債総額は亜細亜管財が50億5300万円、日本サルコンが約14億円、太平洋土木が約8億円となっている。

### 経営破綻した企業
- 株式会社ファーストキャビン - 2020年4月24日に東京地方裁判所から破産手続開始決定。事業は2020年7月に破産管財人からファーストキャビンHDへ譲渡。
- 株式会社亜細亜管財（旧社名・株式会社プランテックアソシエイツ） - 2022年1月7日に東京地方裁判所から特別清算開始決定。
- 株式会社太平洋土木（旧社名・株式会社プランテックファシリティーズ） - 2022年1月7日に東京地方裁判所から特別清算開始決定。
- 株式会社日本サルコン（旧社名・株式会社プランテックコンサルティング） - 2022年1月7日に東京地方裁判所から特別清算開始決定。

### 吸収合併された企業
- 株式会社クオリクス - 2020年8月1日に株式会社プランテック総合計画事務所へ吸収合併され解散。
- 株式会社コネクト - 2020年8月1日に株式会社プランテック総合計画事務所へ吸収合併され解散。
- 株式会社グローブ - 2020年8月1日に株式会社プランテック総合計画事務所へ吸収合併され解散。
- 株式会社プランテック総合計画事務所 - 2021年6月1日に株式会社プランテックへ事業を譲渡し、同日付で株式会社プランテックアソシエイツへ吸収合併され解散。